# 裂瓣翠雀
裂瓣翠雀（学名：Delphinium grandiflorum var. mosoynense）为毛茛科翠雀属下的一个变种。

## 扩展阅读
- 維基物種上的相關：裂瓣翠雀